# Сахарная промышленность

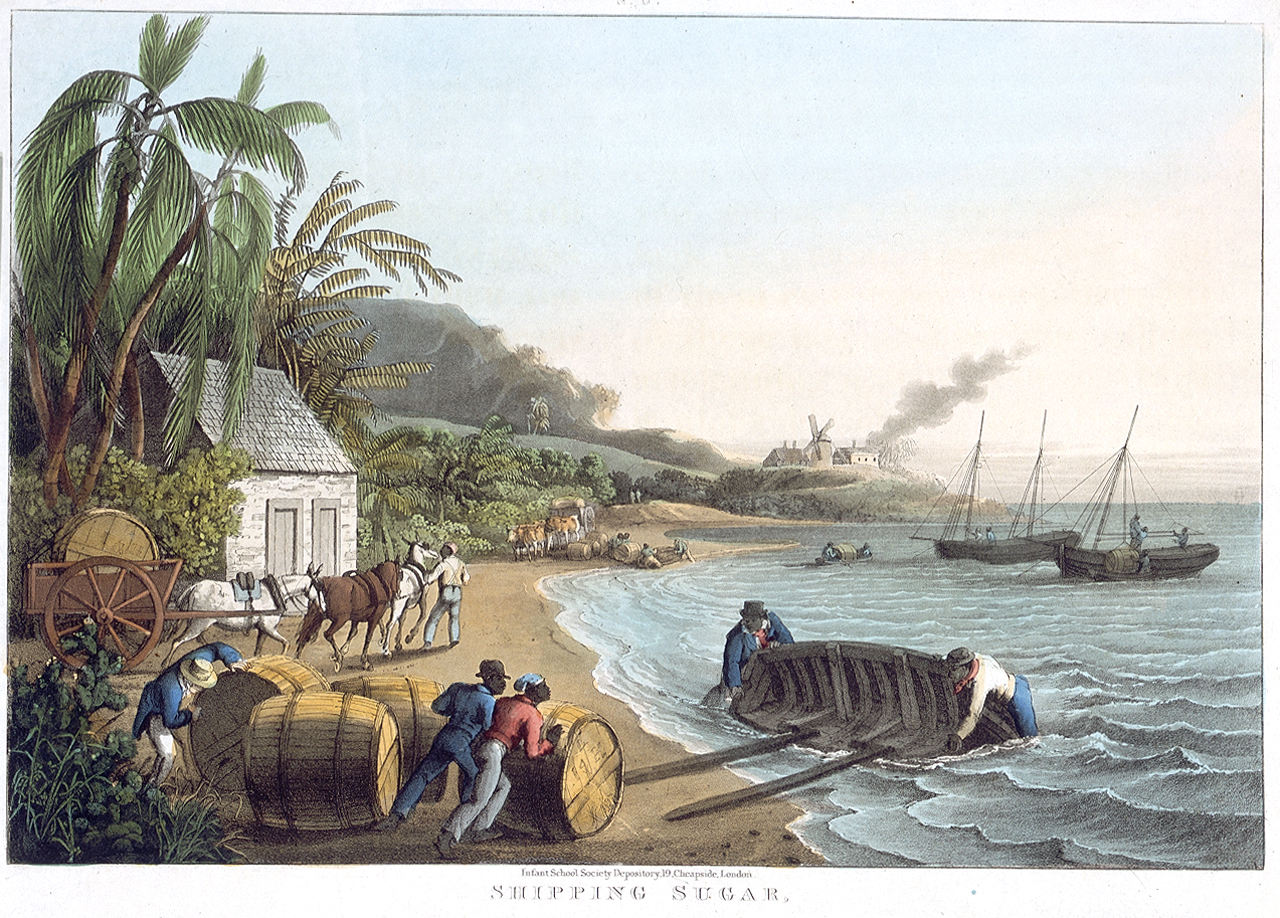
Для производства и транспортировки тростникового сахара до середины XIX века применялся рабский труд.

Сахарная промышленность — отрасль пищевой промышленности, специализирующаяся на производстве сахара-песка из сахарной свёклы (свеклосахарная промышленность) или сахарного тростника. 
Также к сахарной промышленности (сахарному производству) относятся предприятия по производству сахара-рафинада из сахара-песка.

## История

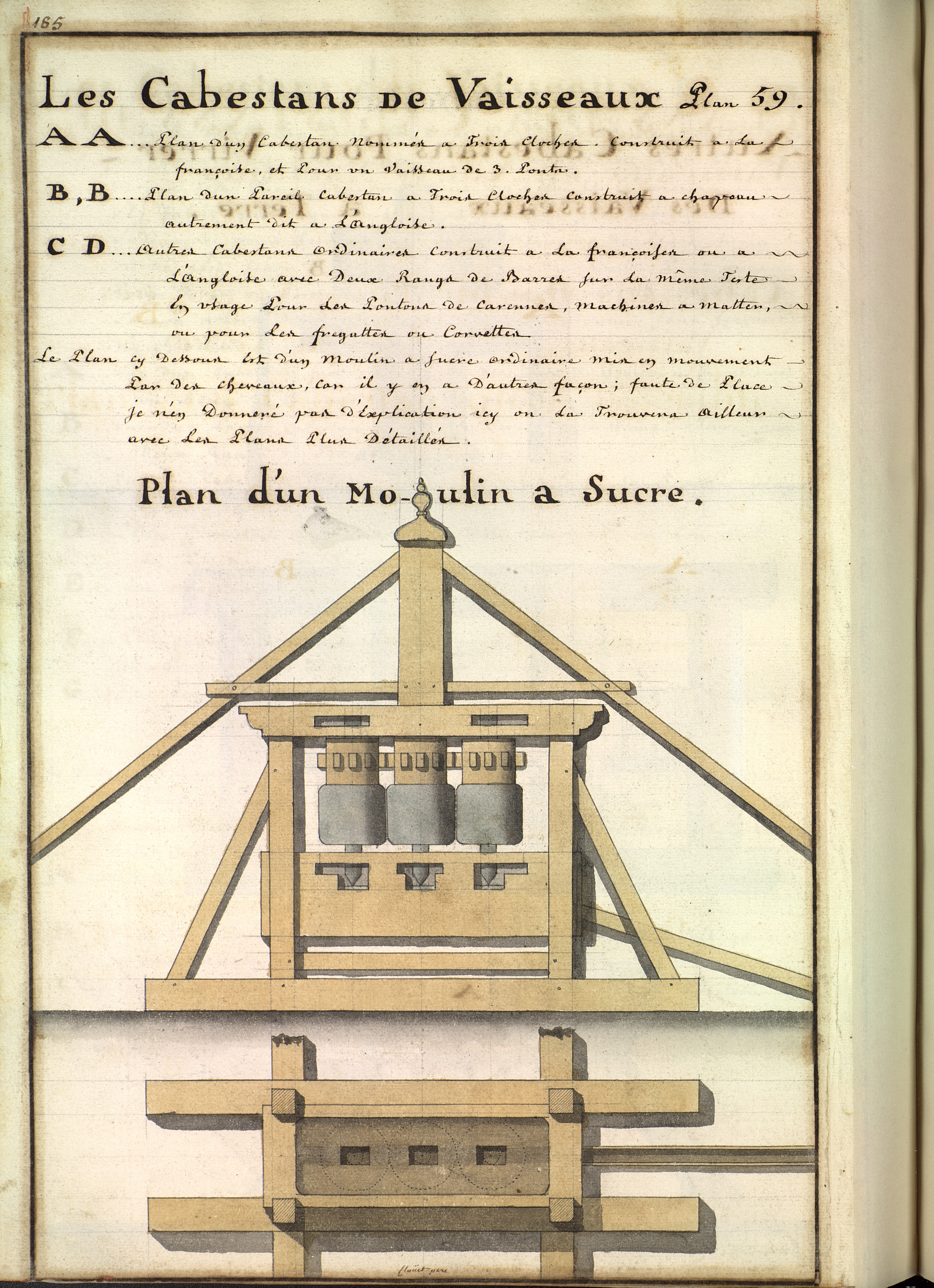
Конструкция сахарной мельницы (из издания 1760-х годов.)

Получение сахара из сахарного тростника было известно с давних времен. В промышленных масштабах производство сахара началось в XVI веке в Индии. В Европе сахар, до появления свекловичного, употреблялся исключительно колониальный, добываемый из сахарного тростника.
В России сахарная промышленность начала развиваться с начала XVIII века. 14 марта 1718 года Петр I издал указ о начале строительства первого на территории России сахарного завода, возведение которого было поручено купцу Павлу Вестову. И первый сахаро-рафинадный завод, использовавший привозной тростниковый сахар-сырец, был пущен в Петербурге в 1719 году. Стоил сахар очень дорого и до середины XIX века оставался, по выражению А. Н. Радищева, «кусочком боярского кушанья».
Свеклосахарное производство из местной сахарной свёклы было налажено в России и Германии в начале XIX века. В России в 1799 году профессор фармацевтической химии и фармации Московского университета Иоганн Иаков Биндгейм разработал способ получения сахара из сахарной свёклы. В своей статье «Опыты и наблюдения о домашнем приготовлении сахару в России, а особливо из свекловицы» предложил план строительства сахарных заводов в Российской Империи описав основные составляющие сахарного производства. В 1799‒1801 Яков Степанович Есипов  разработал технологию получения сахара из свёклы в промышленных условиях, впервые используя способ очистки свекловичного сока известью, применяемый и по сей день. 
Первый сахаро-рафинадный завод, производивший продукцию в промышленных масштабах, был создан в 1802 г. в селе Алябьеве Чернского уезда Тульской губернии компаньонами Е. И. Бланкеннагелем и Я. С. Есиповым. В 1810 г. П. Ермолаев «впервые применил пар для нагрева и сгущения свекловичного сока, положив тем самым начало переходу от огневого к паровому сахарному заводу».
До начала 1820-х годов в Российской империи действовали только две сахарные мануфактуры. В это время правительство Александра I (в лице Е. Ф. Канкрина) стало проводить в отношении сахара политику протекционизма, запретив ввоз рафинада из Европы (за исключением одесского порта) и обложив в 1822 году импортное сырьё 15-процентным налогом. Плоды этой торговой политики не заставили себя ждать. Сахарные заводы И. А. Мальцова и Н. П. Шишкова быстро наращивали обороты. В связи со снижением мировых цен на зерно крупные помещики стали переориентировать свои хозяйства на возделывание сахарной свёклы. Г. П. Апухтин по случаю коронации Николая I произнёс речь «О выгодах разведения свекловицы и выделывания из оной сахарного песку» , а в 1829 г. профессор Н. П. Щеглов поведал Вольному экономическому обществу о новых успехах этой культуры:

«Кто бы… подумал, что найдут способ добывать сахарный сироп из древесных опилок, ячменной муки, картофеля и свёклы? А между тем все сие свершилось… Кто бы мог подумать, что Россия некогда будет добывать на собственной хладной земле свой такой же чистый и сладкий сахар, какой производят Куба, Индия и Бразилия? А между тем на сей хладной земле добываются уже тысячи пудов сахарного песка, не уступающего южноамериканскому, и успехи сей новой и драгоценной, для народного усовершенствования и богатства, промышленности возрастают, распространяются и приобретают приверженцев ежедневно».

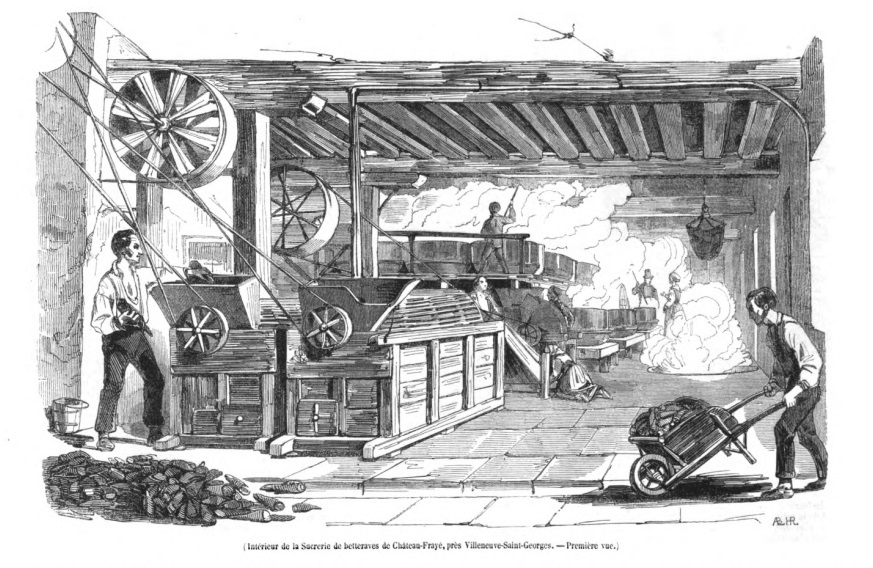
Свеклосахарное производство во Франции, 1843 год

В числе таковых приверженцев оказался даже родственник императора, граф А. А. Бобринский, открывший крупный сахарный завод в Смеле, а затем построивший целую «сахарную империю». В Подолии первыми крупными сахароварами были помещики Собанские. В Малороссии, где природные условия особенно благоприятствовали возделыванию свёклы, первый сахар выпустили заводы в Трощине Каневского уезда (1822) и Макошине Сосницкого уезда (1824). За 30 лет правления Николая I производство сахара в России выросло в 115 раз (т.н. первая индустриализация), однако по потреблению сахара на душу населения страна по-прежнему замыкала список европейских государств.
Во второй половине XIX века крупнейшим сахарозаводчиком в России был немец Леопольд Кёниг, а на западе Европы — француз Жан Франсуа Кай. В 1914 году Россия занимала 2-е место в мире по производству свекловичного сахара (после Германии). Из 241 сахарных заводов, работавших тогда в Российской империи, 203 находились на территории современной Украины. Основные предприятия были сконцентрированы во владении нескольких крупных компаний, принадлежавших Терещенко, Харитоненко, Ханенко и Бродскому.
В мае — октябре 1917 года были проведены три всероссийских съезда трудящихся сахарной промышленности.

### Советский период
В ходе гражданской войны и иностранной военной интервенции сахарная промышленность, как и другие отрасли экономики, была в значительной степени разрушена, но после окончания войны началось её восстановление и активное развитие.
После индустриализации, уже в середине 1930-х годов Союз ССР занял первое место в мире по производству свекловичного сахара. Во время Великой Отечественной войны сахарная промышленность вновь понесла большой ущерб, однако в послевоенные годы была быстро восстановлена.
К середине 1970-х годов количество сахарных заводов существенно возросло. На 1975 год имелось 318 свеклосахарных заводов общей мощностью по переработке свёклы 697 тыс. тонн в сутки, 14 самостоятельных сахарорафинадных заводов и 12 рафинадных отделений при свеклосахарных заводах общей мощностью 9,3 тыс. т выработки рафинада в сутки.
Кроме традиционных районов размещения сахарной промышленности, таких как Украинская ССР, в послевоенное время появились сахарные заводы и в других регионах, в частности, в Киргизии, Узбекистане и республиках Закавказья.

## Особенности производства

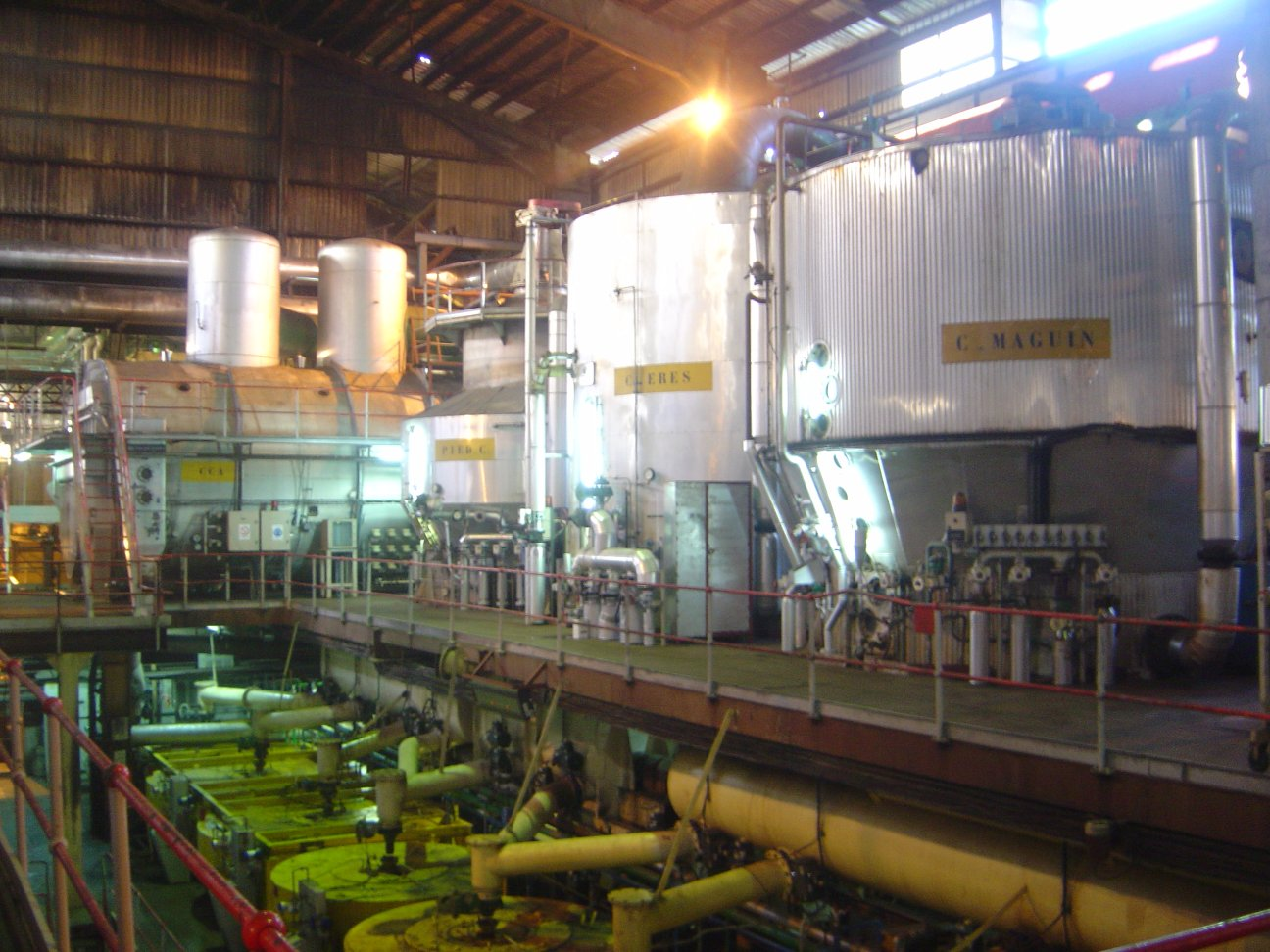
На сахарной фабрике в Буа-Руж, Реюньон.

Сахарное производство относится к непрерывно-поточному механизированному производству с высоким уровнем автоматизации основных процессов.
Особенностью территориального размещения сахарных заводов является их жёсткая привязка к посевным площадям сахарной свеклы, поскольку перевозка свеклы на сколько-нибудь значительные расстояния экономически неэффективна. В ряде случаев сахарные заводы имеют собственные посевные площади, расположенные непосредственно вблизи предприятия. Отходы сахарной промышленности (жом, патока (меласса), дефекационная грязь) могут быть использованы как удобрения, а в некоторых случаях и как корм для скота.

## Сахарная промышленность в современной России
В настоящее время в Российской Федерации — России находится около 70 действующих сахарных заводов, осуществляющих переработку сахарной свеклы. Годовой объём выработки сахара на них варьируется от нескольких тонн до более чем 200 тыс. тонн.
В 2016 году в России было выпущено более 6 млн тонн сахара, что почти на 5 % выше результата 2015 года.